# Bullet for My Valentine
Bullet for My Valentine är ett walesiskt heavy metalband från Bridgend, bildade år 1998. Bandet består av Matthew Tuck (sång, kompgitarr), Michael Paget (sologitarr, bakgrundssång), Michael Thomas (trummor) och Jamie Mathias (bas). Tidigare medlemmar inkluderar Nick Crandle och Jason James; båda på bas. De bildades under namnet Jeff Killed John och började karriären genom att göra coverlåtar av Metallica och Nirvana. Jeff Killed John spelade in sex låtar som aldrig släpptes; två av dessa låtar gjordes senare om efter att bandet bytt namn till Bullet for My Valentine. Namnändringen gjordes av finansiella skäl, vilket även följdes av en ändring i deras musikriktning. År 2002 skrev bandet ett skivkontrakt med Sony BMG som sträckte sig över fem album. Bandet har uppgett att deras musik är inspirerad av klassiska hårdrocksband såsom Metallica, Iron Maiden och Slayer. Bandet är en del av den så kallade Cardiff-scenen, vilken främst domineras av rockmusik.
Bullet for My Valentines debutalbum, The Poison, utgavs den 3 oktober 2005 i Storbritannien samt övriga Europa, och den 14 februari 2006 i USA för att sammanfalla med Alla hjärtans dag, som en vink till bandets namn. Albumet kom in på Billboard 200-listan som nummer 128. Det certifierades guld av Recording Industry Association of America. Bandet framträdde på Download Festival och Kerrang! XXV, samt gav sig ut på en USA-turné tillsammans med Rob Zombie. Bullet for My Valentines andra studioalbum, Scream Aim Fire, utgavs den 29 januari 2008 och debuterade som nummer fyra på Billboard 200. Bandets tredje album, Fever, utgavs den 26 april 2010 och debuterade som nummer tre på Billboard 200. Den 8 februari 2013 utgav bandet sitt fjärde studioalbum, Temper Temper, som nådde plats 13 på Billboard 200. Den 14 augusti 2015 utgav bandet sitt femte studioalbum, Venom, som nådde plats 8 på Billboard 200. Den 29 juni 2018 släppte bandet sitt sjätte studioalbum, Gravity. Bandet har sålt över en miljon album i USA och över 5 000 000 album världen över och är det band som vunnit kategorin "Bästa brittiska band" flest gånger någonsin i Kerrang! Awards historia, med tre vinster.

## Historia

### Jeff Killed John och skivkontrakt (1998–2005)
Bandet bildades under namnet Jeff Killed John år 1998 av Matthew Tuck, Michael "Padge" Paget, Nick Crandle och Michael "Moose" Thomas medan de studerade musik på Bridgend College. De började med att spela Nirvana- och Metallica-coverlåtar. År 1999 släppte bandet sin första EP, Better Off Alone. De släppte även en EP med två låtar år 2002, You/Play with Me, som producerades av Greg Haver. EP:n finansierades genom den walesiska musikorganisationen Pynci, och bandet fick i och med släppet spela live under BBC Radio 1:s sändning från nattklubben T.J.'s i Newport. Jeff Killed Johns musik följde nu metal-trenden som gjordes populär av band såsom Korn och Limp Bizkit. Kort därefter släppte bandet ytterligare en EP, kallad Eye Spy. År 2003 släppte de sin andra riktiga EP, med titeln Don't Walk Away. Detta var en promo-CD som skickades ut till olika skivbolag, samt gavs ut lokalt till folk i Bridgend. Tyvärr lyckades de inte få upp något vidare intresse, mest troligt på grund av att de spelade "nu metal", en genre som vid den här tidpunkten blev mindre och mindre populär. Basisten Crandle lämnade bandet samma kväll som de gick in i studion för att spela in sin självbetitlade EP och ersattes av Jason James. Bandet bytte därefter namn till Bullet for My Valentine och bytte musikinriktning; de bestämde sig för att spela heavy metal-låtar med "harmoniska gitarrer och storslagna änglalika refränger", enligt frontmannen Tuck. Sent under 2003 släppte bandet sin sista EP innan skivbolag började att inse deras potential. Detta inträffade främst på grund av den plötsliga ändringen i deras musikinriktning, som bandet hävdar kom "direkt ur deras huvuden". Deras självbetitlade EP bestod av fem låtar; de flesta låtarna blev föregångare till spår från The Poison.
Roadrunner Records visade intresse för Bullet for My Valentine och erbjöd bandet ett skivkontrakt. De valde dock att tacka nej till erbjudandet, och bandet skrev i stället ett skivkontrakt med Sony BMG som sträckte sig över fem album, samt ett licensavtal med Visible Noise i Storbritannien. Enligt Tuck valde de Sony på grund av att de trodde att det skulle öppna upp fler dörrar för dem. En självbetitlad EP släpptes den 15 november 2004 i Storbritannien. EP:n producerades av Colin Richardson, som innehöll fem låtar, och blev därmed bandets första officiella skivsläpp. En andra EP, Hand of Blood, släpptes den 22 augusti 2005 genom Trustkill Records och gjordes endast tillgänglig i USA; den innehöll en extralåt som inte fanns med på deras självbetitlade EP, "4 Words (To Choke Upon)". Daniel Lukes från Decibel Magazine recenserade EP:n genom att hävda att "det värsta av allt är att musiken i sig inte är speciellt dålig, för sin genre." Han fortsatte med att säga att bandet borde "skämmas" över släppet. Josh Joyce från Zero Magazine var mer positivt inställd, och imponerades över "hur tekniska de kan bli, utan att göra lyssnarna förvirrade".

### The Poison(2005–07)

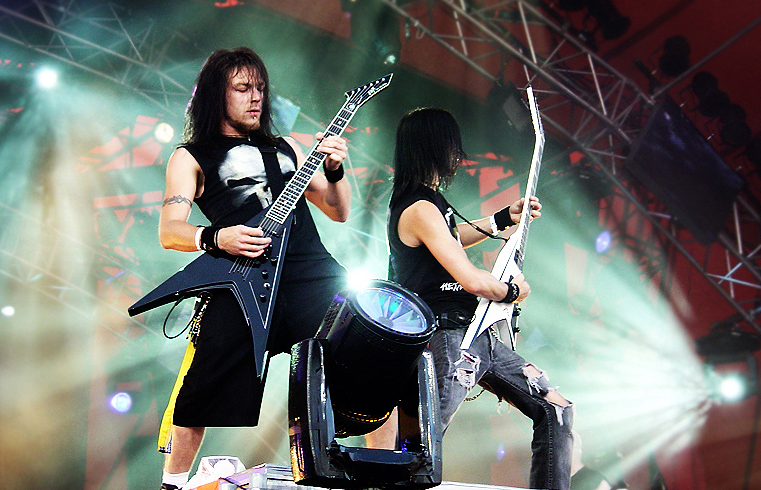
Michael Paget (vänster) och Matthew Tuck (höger) på Roskildefestivalen i Danmark, 2006.

Bullet for My Valentines debutalbum, The Poison, utgavs den 3 oktober 2005 i Storbritannien och på Alla hjärtans dag året därpå i USA. Den gick in på Billboard 200 som nummer 128 och nådde plats 11 på Independent Albums-listan. Den 30 januari 2009 certifierades albumet guld av RIAA efter att ha sålt över 500 000 enheter i USA. Fyra singlar släpptes från The Poison: "4 Words (To Choke Upon)", "Suffocating Under Words of Sorrow (What Can I Do)", "All These Things I Hate (Revolve Around Me)" och "Tears Don't Fall". Bullet for My Valentine begav sig i samband med albumet ut på en världsomfattande turné. År 2005, efter att ha blivit än mer populära, spelade bandet på Download Festival; Året därpå, under 2006, blev de uppflyttade till festivalens huvudscen. Utöver det var de även förband åt Metallica och Guns N' Roses under sommaren 2006 och de spelade även på Vans Warped Tour och Earthday Birthday.
Bandets framträdande vid Kerrang XXV, en spelning på Brixton Academy i London den 28 januari 2006, filmades för deras första DVD, The Poison: Live at Brixton. I juni 2007 drabbades sångaren Tuck av laryngit, vilket ledde till en akut tonsilloperation juli. Bullet for My Valentine tvingades i och med detta ställa in ett flertal uppträdanden, däribland att öppna åt Metallica vid tre tillfällen på deras Sick of the Studio '07-turné; den 29 juni i Bilbao, 5 juli i Wien och den 8 juli på Wembley Stadium i London. Tuck, som inte kunde prata efter operationen, skrev att han skulle återvända till studion direkt han fick ett godkännande av doktorn, för att börja arbeta på bandet nästa album.

### Scream Aim Fire(2007–08)
Bandets andra studioalbum, Scream Aim Fire, spelades in på Sonic Ranch Studios i Texas och producerades av Colin Richardson, som tidigare hade jobbat med bandet på The Poison. Tuck berättade under inspelningen av albumet att "det är mycket mer tempo, mycket mer aggressivt". Albumet utgavs den 29 januari 2008. Det sålde 53 000 enheter under sin första vecka och nådde plats nummer fyra på Billboard 200. Tre singlar släpptes från albumet: "Scream Aim Fire", "Hearts Burst into Fire" och "Waking the Demon".
Bullet for My Valentine turnerade i Nordamerika och i Australien under våren 2008 på Taste of Chaos-turnén tillsammans med Atreyu, Blessthefall, och Avenged Sevenfold. Bandet behövde dock ställa in spelningarna i Kanada och flyga hem för att stötta James dotter som låg på sjukhus. De uppträdde i Nordamerika igen under sommaren 2008 som en del av No Fear-turnén med Bleeding Through, Cancer Bats och Black Tide. Sent 2008 turnerade bandet i Europa, med Lacuna Coil, Bleeding Through och Black Tide som förband. De gjorde tre spelningar i Sverige under denna turné; den 3 december på Arenan i Stockholm, den 5 december på Mejeriet i Lund och den 6 december på Lisebergshallen i Göteborg. I december 2008 återutgavs även Scream Aim Fire med fyra bonusspår som spelades in under bandets studiosession, men med nyinspelad sångtext.

### Fever(2009–2011)

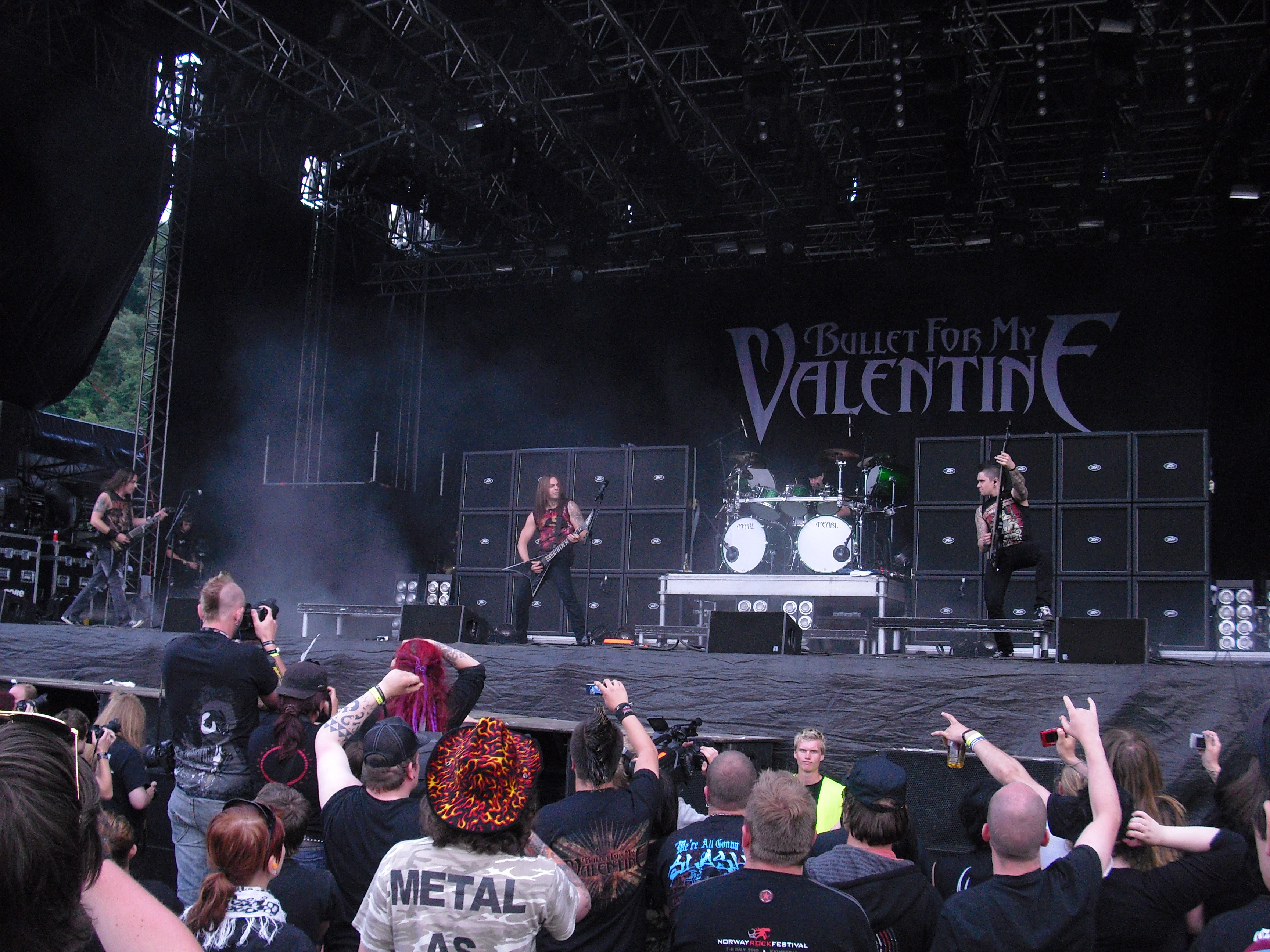
Bullet for My Valentine uppträder live på 2010 års Norway Rock Festival.

Matt Tuck pratade med Daniel Marez från musiktidningen Metal Hammer i mars 2009 angående bandets tredje studioalbum. Tuck berättade att vid tillfället var fyra eller fem låtar klara, samt att "vanligtvis brukar vi skriva och spela in 14 spår som jag sedan får skriva sångtexten till, men den här gången försöker jag att skriva texten samtidigt som jag skriver musiken". Bullet for My Valentine bekräftade i augusti 2009 att de siktade på att släppa det nya albumet tidigt under 2010, och Tuck lade även till att det nya albumet "låter mycket mer moget, det är mer klassiskt. Det kommer att stå sig bättre på lång sikt än båda de två tidigare sakerna vi har gjort." I en intervju i januari 2010 med Rock Sound avslöjade Tuck att albumet skulle heta Fever, samt att det 11 låtar långa albumet skulle låta mer likt The Poison än Scream Aim Fire och inte innehålla några ballader.
Under sommaren 2009 turnerade Bullet for My Valentine i USA som en del av Mayhem Festival tillsammans med Killswitch Engage, Slayer och Marilyn Manson på huvudscenen. De uppträdde även på UK-delen av  Sonisphere Festival i Knebworth, där de var huvudband på den andra scenen. Bandet var även ett av huvudbanden på 2010 års Download Festival. De spelade även på Nova Rock, svenska Metaltown i Göteborg, Rock am Ring, Rock on the Range, The Bamboozle, Bilbao Live Festival, Fortarock och Graspop. Utöver det spelade bandet tillsammans med Metallica, Megadeth, Slayer och Anthrax på den grekiska delen av Sonisphere.
Bandets fjärde studioalbum, Fever, utgavs den 27 april 2010 och nådde plats nummer 3 på Billboard 200, vilket gjorde det till bandets bäst placerade album på Billboards topplista; detta personbästa står sig än i dag (2015). Låten "Your Betrayal" valdes som albumets ledande singel och planerades att släppas den 9 mars 2010, men släpptes oväntat redan den 2 mars som digital singel på iTunes Store. Den andra singeln blev "The Last Fight" och släpptes den 19 april. Omslaget till albumet visades upp på bandets officiella hemsida den 5 mars 2010. Bullet for My Valentine påbörjade i samband med släppet av Fever en turné i USA, som började den 30 april 2010 med Airbourne och Chiodos som förband. Den 12 mars släppte bandet musikvideor till "The Last Fight" och "Your Betrayal".

### Temper Temper(2012–13)
Den 28 januari 2011 avslöjade Michael Paget att bandet redan hade börjat planera nästa studioalbum, och att det skulle låta likt Fever. Han berättade även att bandet planerade att ha låtarna färdigskrivna inom 2011 och att de skulle påbörja inspelningen av albumet vid slutet av året. Bandet spelade på 2011 års Uproar Festival, för att sedan börja skriva material för det fjärde studioalbumet.

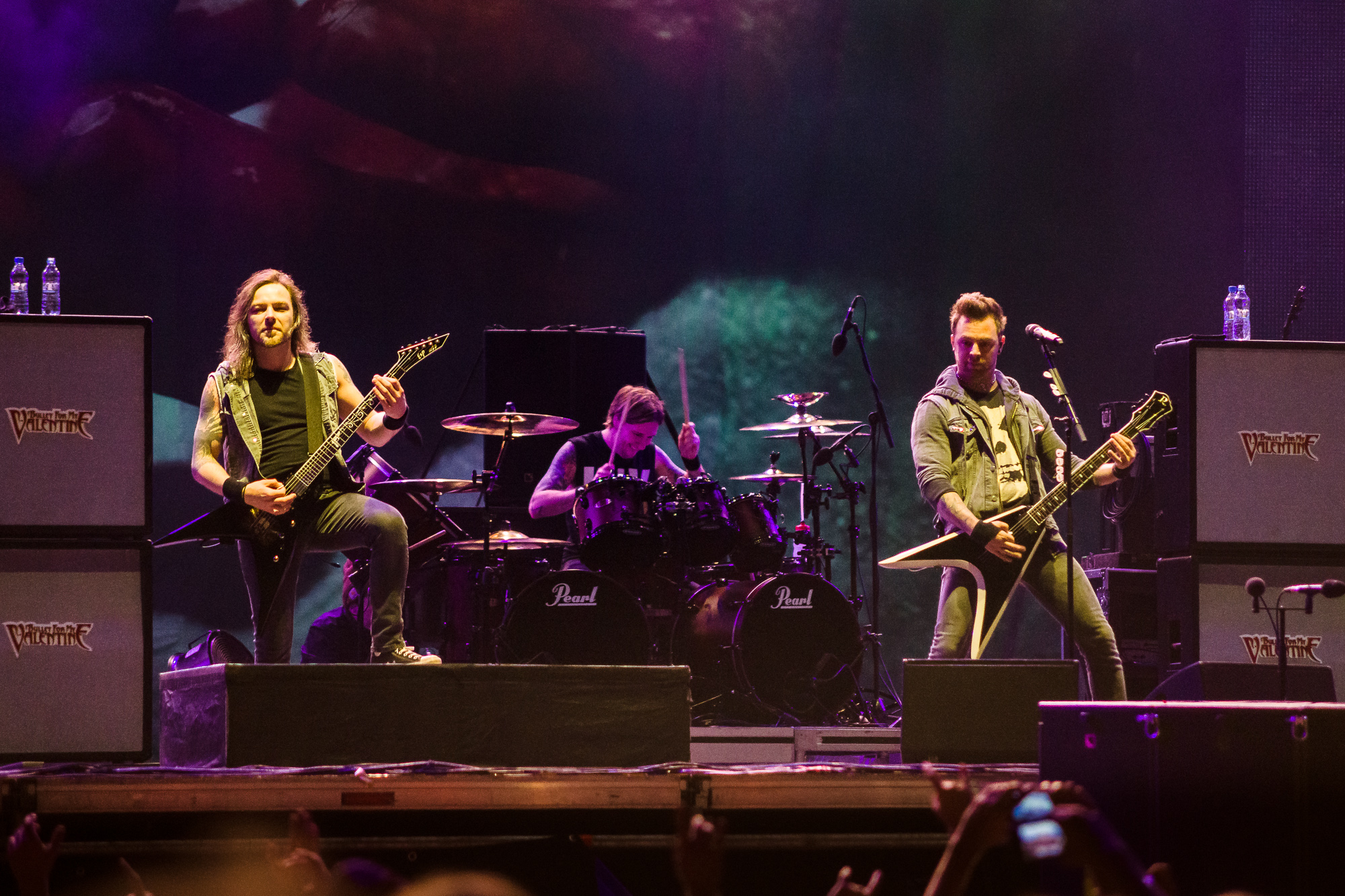
Bullet for My Valentine spelar på en festival under 2013 i Polen.

Den 7 oktober meddelade RCA Music Group att de skulle lägga ner Jive Records tillsammans med Arista Records och J Records. I och med detta började bandet (och alla andra artister som tidigare hade haft kontrakt med bolagen) att släppa sin framtida musik under RCA Records-märket. Matt Tuck avlöjsade även att han skulle börja jobba på ett nytt sidoprojekt som han beskrev som "metal as fuck", inspirerade av band såsom Pantera och Slipknot. Den 1 maj 2012 avslöjades att sidoprojektet skulle heta AxeWound och att medlemmarna, förutom Tuck, var Liam Cormier, Mike Kingswood, Joe Copcutt och Jason Bowld. Samma månad gjordes det även klart att Bullet for My Valentine skulle spela på den sydafrikanska Oppikoppi, samt göra en spelning i Kapstaden tillsammans med Seether och Enter Shikari. Det var tänkt att de skulle spela i Sydafrika redan år 2009 på Coke Zero Fest, men de drog sig ur i sista stund för att i stället spela in Fever. Det bekräftades den 6 augusti att bandets fjärde studioalbum var färdiginspelat, och att albumet skulle släppas någon gång sent under 2012. Senare samma månad, den 17, gjordes det även klart att Bullet for My Valentine skulle spela på den australiensiska musikfestivalen Soundwave.
Bullet for My Valentine släppte låten "Temper Temper" den 30 oktober världen över, förutom i Storbritannien där den släpptes den 25 november via alla digital återförsäljare. Bandet spelade låten live för första gången den 22 oktober på BBC Radio 1:s Rock Week vid Maida Vale Studios. Det avslöjades dagen innan uppträdandet att albumet skulle heta Temper Temper. Utgivningsdatumet bekräftades vara den 12 februari 2013.
Bandet påbörjade sin turné i samband med Temper Temper den 10 februari 2013 och avslutade turnén den 3 november senare samma år. Den tionde konserten under turnén, som ägde rum i Birminghams O2 Academy, filmades av musikvideosidan Moshcam.com. Bandet återvände till Sverige i början av 2014, och spelade på Trädgården i Göteborg den 26 februari och Arenan i Stockholm den 3 mars.

### Venom(2013–2017)
Matt Tuck berättade i en intervju att Bullet for My Valentine skulle börja att jobba på ett nytt album innan deras Rule Britannia Tour, som ägde rum mellan 1 december 2013 och 6 december, där bandet spelade på ett flertal arenor runt om i Storbritannien med Young Guns och Asking Alexandria som förband. Matt berättade även att bandet skulle arbeta med Terry Date på det nya albumet, som tidigare jobbat med band såsom Slipknot och Pantera. Han berättade även att bandet planerade att göra albumet så tungt som möjligt.
Den 13 november 2013 avslöjade Bullet for My Valentine genom sin Facebook-sida att de arbetade på en ny låt. En kort försmak av låten, betitlad "Raising Hell", släpptes på Matt Tucks Vine-sida den 15 november. Låten spelade live för första gången den 18 november via BBC Radio 1:s Rock Show. Den gjordes tillgänglig att streama den 20 november 2013 och en musikvideo till låten släpptes en vecka senare. Den 6 januari 2014 meddelade Matt via Twitter att bandet gick in i studion för att spela in sitt femte album. I en intervju med Kerrang! den 21 januari 2014 att Bullet for My Valentine skulle jobba med producenten Colin Richardson, som tidigare hade producerat både The Poison och Scream Aim Fire. Matt berättade även att det femte albumet skulle bli deras tyngsta albumet någonsin.
Den 9 februari 2015 meddelade Bullet for My Valentine att basisten Jason James valt att lämna bandet, och lade även till att de skulle avslöja hans ersättare "när tiden är inne". De avslutade med att berätta att de till dess skulle ha fullt upp med att spela in det nya albumet. Det avslöjades den 11 maj 2015 på bandets Facebook-sida att en ny låt, "No Way Out", skulle debutera på BBC Radio 1 den 17 maj 2015. Bandet avslöjade även att albumet skulle heta Venom och att den nya basisten skulle bli Jamie Mathias (som tidigare spelat i Revoker).
Venoms utgivningsdatum gjordes officiellt den 18 maj 2015; utgivningsdatumet sattes till den 14 augusti 2015. Samma dag tillkännagav även bandet en omfattande turné i Storbritannien. Det gjordes även officiellt att Bullet for My Valentine skulle vara huvudband på Londons Camden Rocks-festival, vilken ägde rum den 30 maj 2015.

## Musikstil och influenser
Bullet for My Valentine har beskrivits som hårdrock, thrash metal, heavy metal och metalcore. Bandet har beskrivit två av deras album, The Poison och Fever, som "extremt mörka" i tonen. Sångaren Matthew Tuck sade att "…vi är ett hårdrocksband med metal-influenser, och det har jag sagt sedan dag ett." Kirk Miller från musiktidningen Decibel prisade bandet för deras synkroniserade sångstrukturer. På frågan om hur de själva ser på sin look, sade medlemmar från bandet att de inte skulle ändra på vare sig sitt sound eller sin image för kommersiella anledningar; Tuck sade även, "Inte för att låta hård, men vi är mer intresserade av hur vår musik låter än hur vårt j*vla hår ser ut".
Bandet har uppgett att de influerats av band såsom Metallica, Annihilator, Pantera, Machine Head, Sepultura, AC/DC, Iron Maiden, Guns N' Roses, Testament, Stuck Mojo, Korn, Slayer, Judas Priest, Megadeth, Alice in Chains, Nirvana, Led Zeppelin, Deep Purple och Black Sabbath. 
Enligt Thomas är detta banden som har inspirerat Bullet for My Valentines "medryckande sång, aggressiva riff och melodier". Matt Tuck har berättat i ett flertal intervjuer att hans låtskrivande är väldigt influerat av Bruce Springsteen, Bob Seger och Bob Dylan.

## Bandmedlemmar
Nuvarande medlemmar
- Matthew Tuck – sång, kompgitarr (1998–nu)
- Michael "Padge" Paget – sologitarr, bakgrundssång (1998–nu)
- Jamie Mathias – elbas, bakgrundssång (2015–nu)
- Jason Bowld – trummor, slagverk (2016–nu)

Tidigare medlemmar
- Nick Crandle – elbas (1998–2003)
- Jason James – elbas, sång (2003–2015)[74]
- Michael "Moose" Thomas – trummor, slagverk (1998–2016)

## Diskografi
Studioalbum
- The Poison (2005)
- Scream Aim Fire (2008)
- Fever (2010)
- Temper Temper (2013)
- Venom (2015)
- Gravity (2018)
- Bullet for My Valentine (2021)

## Priser och utnämningar
- Welsh Music Award
  - Bästa nykomling (2004)[75]
- Metal Hammer Golden God Award
  - Bästa brittiska band (2006, 2010)[76][77]
- Kerrang! Awards
  - Bästa singel för "Tears Don't Fall" (2006)[78]
  - Bästa brittiska nykomling (2005)[79]
  - Bästa brittiska band (2008, 2009, 2010)[80][81]
  - Huvudband på Kerrang!:s 25-årsjubileumsturné i Storbritannien[82]
  - Bästa liveband (2010)[83]